# بلير والش
بلير والش (بالإنجليزية: Blair Walsh)‏ هو لاعب كرة قدم أمريكية أمريكي، ولد في 8 يناير 1990 في بوكا راتون في الولايات المتحدة.

## وصلات خارجية
- بلير والش على موقع إي إس بي إن.كوم (أن.أف.أل)3
- بلير والش على موقع مرجع كرة القدم المحترفة.كوم (الإنجليزية)
- بلير والش على موقع كلية كرة القدم في سبورتس رفرنس.كوم (الإنجليزية)